# Philip Reeve
Philip Reeve (28. februar 1966) er en engelsk forfatter fra Brighton, mest kendt for sin børne- og ungdomstetralogi kaldet De rullende byer.